# Причинний янгол
Причинний янгол — третій науково-фантастичний роман Ганну Раяаніємі, головний герой якого — Жан ле Фламбер. Він був опублікований у липні 2014 року Віктор Голланц Лтд у Великій Британії та Tor у США. Роман є фіналом трилогії. Попередніми романами серії є «Квантовий злодій» (2010) і «Фрактальний принц» (2012).

## Сюжет
Після подій "Фрактального принца " Жан ле Фламбер і Міелі розлучаються, а їхній розумний космічний корабель «Перхонен» знищується. Два головних герої, кожен по-своєму, намагаються вирішити, у чому полягає їхня відданість і як діяти в катастрофічно зміненій ситуації. Тим часом Сонячна система різко занурюється в тотальну війну безпрецедентного масштабу та наслідків. Найпотужніші фракції, Соборність і Зоку, збирають свої сили і грають свої ігри, водночас роздираючись внутрішніми чварами.